# 藤嶋もなみ
藤嶋 もなみ（ふじしま もなみ、3月25日 - ）は、日本のタレント、レースクイーン。

## 来歴・人物
2012年スーパー耐久シリーズにデビューした。
野菜ソムリエの資格をもっている。
バストサイズはHカップ。
ミス週刊実話WJガールズ2022グランプリ

## 活動

### レースクイーン
| 年     | カテゴリー                | 他メンバー                 | 他メンバー                                           |
| ------ | ------------------------- | -------------------------- | ---------------------------------------------------- |
| 2012年 | スーパー耐久シリーズ      | ingsスーパーレースクイーン | 渡瀬 茜                                              |
| 2014年 | D1グランプリ              | NAC girl                   | 竹内亜衣                                             |
| 2015年 | スーパー耐久シリーズ      | SHINRYO SHINeeS            | 河瀬杏美、髙橋恵、武田智恵、早瀬ふゆ、HIRONO、横井彩 |
| 2016年 | 鈴鹿8時間耐久ロードレース | STくす子ちゃんズ           | 香月かおり、要さえこ                                 |
| 2016年 | 全日本ロードレース選手権  | GBSギャルズ                | 菅崎紗也香                                           |
| 2016年 | スーパー耐久シリーズ      | W.S.ENGINEERING            | 綾川ゆんまお、 結木美莉                              |
| 2017年 | スーパーGT                | D-iland エンジェルス       | 桜井MIU                                              |
| 2018年 | D1グランプリ              | RCPSセラフィム             | さくら                                               |
| 2019年 | スーパーGT                | Ms エンジェルス            | 今村知可                                             |

### イメージガール
- 関東でちゃう！ガールズ（パチンコパチスロホール情報誌でちゃう！雑誌専属モデル）
- ポータルサイトPLAYZONE イメージガール
- ASIAガール2016（ASIAグループイメージガール）
- ASIAガール2017（ASIAグループイメージガール）
- ASIAガール2018（ASIAグループイメージガール）

### ラウンドガール
- 関東でちゃう！ガールズ（パチンコパチスロホール情報誌でちゃう！雑誌専属モデル）
- ポータルサイトPLAYZONE イメージガール
- ASIAガール2016（ASIAグループイメージガール）
- ASIAガール2017（ASIAグループイメージガール）
- ASIAガール2018（ASIAグループイメージガール）

## 作品

### DVD
- ずっと大好き～your only ange～（2019年11月29日発売、グラッソ）
- mon cheri（2022年10月21日発売、イーネット・フロンティア）

## 出演

### TV
- 走改☆車楽CM枠争奪 初代グランプリ（テレビ大阪）
- 『あなたと温泉に行ったら…』下部温泉編（フジテレビ）